# جيرالد سانتوس
جيرالد سانتوس هو مغني فلبيني، ولد في 15 مايو 1991 في نافوتاس في الفلبين.

## وصلات خارجية
- جيرالد سانتوس على موقع IMDb (الإنجليزية)
- جيرالد سانتوس على موقع ميوزك برينز (الإنجليزية)
- جيرالد سانتوس على موقع ميوزك برينز (الإنجليزية)
- جيرالد سانتوس على موقع قاعدة بيانات الفيلم (الإنجليزية)